# Mohammed Shia' Al Sudani
Mohammed Shia' Sabbar al-Sudani (en árabe: محمد شياع السوداني‎) es un político iraquí, primer ministro de Irak desde octubre de 2022, fue ministro de Derechos Humanos de Irak en el Consejo de Ministros del primer ministro Nuri al Maliki desde 2010 hasta octubre de 2014. Fue gobernador de la provincia de Mesena entre 2009 y 2010.

## Biografía
Sudani nació en Bagdad en 1970. Está casado y tiene cuatro hijos. Sudani tiene una licenciatura de la Universidad de Bagdad en Ciencias Agrícolas y una maestría en Gestión de Proyectos. A la edad de 10 años, fue testigo de la ejecución de su padre y otros cinco familiares por pertenecer al Partido Islámico Dawa. Sudani también participó en los levantamientos de 1991 que comenzaron después del final de la guerra del Golfo. En 1997 fue designado para la Oficina de Agricultura de Maysan en la que fue Jefe del Departamento de Agricultura de la ciudad de Kumait, Jefe del Departamento de Agricultura de la ciudad de Ali Al-Sharqi, Jefe del Departamento de Producción Agrícola e Ingeniero supervisor en el Programa Nacional de Investigación con la Organización de las Naciones Unidas para la Alimentación y la Agricultura.
Después de la invasión de Irak por parte de Estados Unidos y sus aliados en 2003, Sudani trabajó como coordinador entre la administración de la provincia de Mesena y la Autoridad Provisional de la Coalición. En 2004, Sudani fue nombrado alcalde de la ciudad de Amara, en 2005 fue elegido miembro del consejo de la provincia de Mesena. Fue reelecto en 2009 y nombrado gobernador por el cabildo.

## Ministro
Fue designado por el primer ministro Nuri al Maliki como ministro de Derechos Humanos después de las elecciones parlamentarias de 2010, siendo aprobado por el parlamento el 21 de diciembre de 2010.
Durante 2011, fue brevemente presidente de la Comisión de Justicia y Responsabilidad para la Desbaazificación, que tenía el poder de prohibir el acceso al gobierno a individuos debido a sus vínculos con el antiguo partido gobernante Baaz.
Fue ministro en agosto de 2014 cuando miles de yazidíes fueron masacrados en el norte de Irak por ISIS. Lo describió como "una cruel atrocidad " y dijo que era "responsabilidad de la comunidad internacional tomar una posición firme contra el Estado Islámico" y "comenzar la guerra contra el Estado Islámico para detener los genocidios y las atrocidades contra los civiles".
Pidió al Consejo de Derechos Humanos de las Naciones Unidas que inicie una investigación sobre los crímenes contra civiles cometidos por ISIS. Describió los crímenes de ISIS como genocidio y crímenes contra la humanidad.
Le sucedió Mohammed Mahdi Ameen al-Bayati en octubre de 2014, cuando asumió el gobierno de Haider al-Abadi.

## Primer ministro
En un intento por poner fin a la crisis política iraquí de 2022, el marco de coordinación nominó oficialmente a al Sudani para el puesto de primer ministro.